# Mars University
«Mars University» (укр. «Марсіанський університет») — одинадцята серія першого сезону анімаційного серіалу «Футурама», що вийшла в ефір у Північній Америці 3 жовтня 1999 року.

Автор сценарію: Дж. Стюарт Бернс.

Режисер: Брет Гааланд.

## Сюжет
«Міжпланетний експрес» доставляє загадковий ящик до офісу професора Фарнсворта на території Марсіанського університету (його гасло — «Знання це страх»). Гуляючи університетським містечком, Бендер натрапляє на гуртожиток свого колишнього студентського братства «Епсилон Ро Ро» (англ. err — помилятися). Члени братства — стереотипні «ботани» — просять Бендера навчити їх бути «крутими».
Фрай дізнається, що згідно зі стандартами XXXI століття, його незакінчена вища освіта дорівнює незакінченій середній. Фрай вирішує вступити до Марсіанського університету і вилетіти з нього, відновивши в такий спосіб свій статус незакінченої вищої освіти.
У сцені, яка майже точно відтворює епізод із класичної студентської комедії 1978 року «Animal House», Бендер і його приятелі-роботи піднімаються по драбині, щоби зазирнути у вікно жіночого гуртожитку. Але впавши з драбини, вони руйнують «покої челяді» (і саму «челядь») Братства Снобів.
Фрай оселяється у кімнаті безкоштовного гуртожитку, де знайомиться зі своїм сусідом — розумною мавпою на ім'я Гюнтер, яка носить на голові мініатюрний капелюшок. Професор пояснює, що саме Гюнтер знаходився у ящику, доставленому «Міжпланетним експресом» на Марс, і що електронний капелюшок є джерелом його інтелекту.
Бендера і Братство Роботів викликає до себе декан Вернон, який забороняє діяльність братства.
Під час Дня Батьків Фрай принижує Гюнтера, привселюдно випустивши його батьків — звичайних мавп — із клітки. Пізніше Гюнтер зізнається, що нове життя інтелектуала зробило його глибоко нещасним. Його депресія сягає кульмінації на іспиті з історії XX століття. У відчаї Гюнтер зриває з себе капелюх, стрибає у вікно і зникає в марсіанських джунглях.
Тим часом як Фрай, Ліла і професор вирушають у джунглі на пошуки Гюнтера, Бендер і Братство Роботів вирішують взяти участь в університетській регаті. У випадку перемоги їм обіцяно відновлення легального статусу братства.
Знайшовши Гюнтера у джунглях на річковому березі, професор пропонує йому капелюха, а Фрай — банан. Перш ніж Гюнтер встигає зробити вибір, повз них на своєму плоті проноситься Братство Роботів. Хвиля, яку вони здіймають, змиває людей у річку, а течія стрімко несе їх до водоспаду. Гюнтер нарешті вдягає капелюх, інтелект повертається до нього, і він рятує професора, Фрая і Лілу, але сам падає з урвища. Внаслідок падіння капелюх зазнає пошкодження і починає працювати на частковій потужності. Гюнтер оголошує, що такий стан справ його цілком влаштовує, і він збирається перевестися на економічний факультет. Від цієї новини професор впадає в жах.
Братство Роботів виграє регату, і на їхню честь влаштовано парад, очолюваний невдоволеним деканом Верноном. Серія закінчується повідомленнями про те, як склалася подальша доля головних героїв. Фрай успішно вилетів з університету і повернувся на роботу. Гюнтер закінчив економічний факультет і став президентом телеканалу «Fox». Жирбот підчепив комп'ютерний вірус у Тіхуані, і його довелося перезавантажити. Ліла сходила на побачення з деканом, але він більше їй не подзвонив. Бендер зрештою обчистив Братство Роботів і накивав п'ятами.

## Критика
У рецензії на цю серію на сайті «Space.com» відзначено її відірваність від решти серій, надмірну кількість одноразових персонажів, а також висловлено сумніви стосовно того, чи варто було витрачати стільки екранного часу на розробку образу Гюнтера, який більше в серіалі не з'являється (крім короткотривалої появи без слів у серії «The Sting»)  [Архівовано 13 вересня 2005 у Wayback Machine.].

## Пародії, алюзії, цікаві факти
- Сюжет серії відтворює класичні студентські комедії, такі як «Помста ботанів» і «Animal House».
- У сцені спогадів Фрая про студентські роки, серед призів на карнавалі можна бачити ляльок, що зображують Барта і Гомера із «Сімпсонів».
- Розповідь професора про те, як людство саджало дерева на Марсі, щоби створити на планеті атмосферу, можливо є алюзією на збірку оповідань Рея Бредбері «Марсіанські хроніки».

## Послідовність дії
- На початку серії звучить одна з трьох альтернативних версій музичної теми (т. зв. «Martian Mix» — «Марсіанський мікс»).
- Професор Фарнсворт згадує, що Марсіанський університет був заснований у 2636 році — себто рівно за 1000 років після заснування Гарвардського університету (1636).
- Коли Фрай зауважує, що «марсіанські джунглі зовсім як земні» професор вигукує «Джунглі? На Землі?» і сміється. Це має означати що вирубка тропічних лісів на Землі зрештою призвела до їхнього повного знищення.
- Бендер стверджує, що відвідував коледж згинання, живучи у гуртожитку братства «ERR». Проте в інших серіях демонструються відмінні ситуації, пов'язані з його народженням і вихованням, включаючи таку, де всі знання встановлюються в його систему під час виробництва.
- Марсіанський університет (або, принаймні, його частина) зазнає руйнування у серії «Where the Buggalo Roam».

## Особливості українського перекладу
- Назва братства «ERR» передана як «Епсилон Тю-Тю».
- Імена роботів-членів братства: Важіль, Змазка, Жирбот.
- Після сцени спогадів Фрая про студентські часи у XX столітті він вигукує: «Київський національний університет, я тебе люблю!»
- Назву курсу, який читає професор — «Математика квантових електронних полів» — Фрай записує як «Математика понтових футбольних боїв».
- Це перша серія, в якій назву каналу «FOX» замінено на «M1» (цей жарт неодноразово повторюється в подальших серіях).